# ملعب بيتودري
ملعب بيتودري هو ملعب كرة قدم يقع في مدينة أبردين باسكتلندا. تم افتتاحه لأول مرة سنة 1899 واتخذه نادي أبردين ملعبا له منذ سنة 1903 بحيث عرف تحسينات كانت الأولى من نوعها في مجال تصميم الملاعب ذاك الوقت.
يعتبر ملعب بيتودري ثالث أكبر ملعب باسكتلندا بعد ملعبي سلتيك بارك وابروكس ستاديوم بسعة تفوق ال20,000 متفرج. بالإضافة إلى دوره الرئيسي في استضافة مباريات نادي أبردين فإن الملعب يستخدم كذلك لاستقبال العديد من المباريات الإسكتلندية الدولية في رياضة اتحاد الرغبي.